# قائمة سفراء ألمانيا لدى اليمن
تضم قائمة سفراء ألمانيا في اليمن جميع سفراء ألمانيا وجمهورية ألمانيا الديمقراطية في اليمن. نظرًا للوضع الأمني في الجمهورية اليمنية، أغلقت السفارة الألمانية منذ عام 2015 وحتى إشعار آخر وتعمل من السفارة الألمانية في عمان.

## جمهورية ألمانيا الاتحادية
اليمن الشمالي واليمن (المملكة اليمنية حتى عام 1962، الجمهورية العربية اليمنية من 1962 إلى 1990، الجمهورية اليمنية منذ 1990)
| اسم العائلة            | فترة         |
| ---------------------- | ------------ |
| ويلي جورج ستيفن        | 1960-1964    |
| هانز ألفريد ستيجر      | 1964-1965    |
| هاينريش فريدريش لانداو | 1965-1969    |
| ألفريد فيسترينج        | 1969-1971    |
| غونتر هيلد             | 1972-1976    |
| وولف ديتريش شيلينغ     | 1979-1983    |
| بيتر ميتزجر            | 1983-1986    |
| هاينز رينرز            | 1986-1990    |
| سكين كورت              | 1990-1994    |
| هيلجا فون ستراشويتز    | 1994-1999    |
| فيرنر زيمبريتش         | 1999-2003    |
| فرانك ماركوس مان       | 2003-2007    |
| مايكل كلور بيرشتولد    | 2007-2011    |
| هولجر جرين             | 2011-2013    |
| كارولا مولر هولتكيمبر  | 2013-2014    |
| والتر هسمان            | 2014-2015    |
| أندرياس كيندل          | 2015-2017    |
| هانس يورج هابر         | 2017-2018    |
| كارولا مولر هولتكيمبر  | 2018-2021    |
| هوبرت ييقر             | منذ عام 2021 |

اليمن الجنوبي (جمهورية جنوب اليمن الشعبية من 1967 إلى 1970، جمهورية اليمن الديمقراطية الشعبية من 1970 إلى 1990)
| اسم العائلة  | فترة      | ملاحظات                                               |
| ------------ | --------- | ----------------------------------------------------- |
| ألفونس بويكر | 1967-1969 | سفير (قنصل سابق من الدرجة الأولى في عدن منذ عام 1966) |

وفقا لمبدأ هالشتاين، أغلقت السفارة في عدن في عام 1969 بناء على اقتراح وزير الخارجية ويلي برانت وقرار من مجلس الوزراء الاتحادي.

## جمهورية ألمانيا الديمقراطية
اليمن الشمالي (المملكة اليمنية حتى 1962، الجمهورية العربية اليمنية من 1962 إلى 1990)
تم تحويل القنصلية العامة في الجمهورية العربية اليمنية إلى سفارة في أواخر عام 1972.
| اسم العائلة         | فترة      | ملاحظات                                 |
| ------------------- | --------- | --------------------------------------- |
| هانز هيلد           | 1958-1962 | قنصل أول.                               |
| هانز يواكيم فريدريش | 1962-1964 | القنصل العام بمعنى آخر. القنصلية العامة |
| هانز يورغن ويتز     | 1964-1966 | قنصل عام من القاهرة / مصر               |
| كلاوس غولدنباوم     | 1966-1969 | القنصل العام بمعنى آخر. القنصلية العامة |
| غونتر دوبرينز       | 1969-1972 | القنصل العام بمعنى آخر. القنصلية العامة |
| هاينز بورجيل        | 1973-1975 | سفير                                    |
| لوثار ايشلكراوت     | 1975-1978 | سفير                                    |
| والتر إسليب         | 1978-1980 | سفير                                    |
| فيرنر كيمبي         | 1980-1983 | سفير                                    |
| لوثار ايشلكراوت     | 1983-1987 | سفير                                    |
| والتر شميت          | 1987-1990 | سفير                                    |

اليمن الجنوبي (من 1967 إلى 1970 كانت جمهورية جنوب اليمن الشعبية، ومن 1970 إلى 1990 كانت جمهورية اليمن الديمقراطية الشعبية)
| اسم العائلة           | فترة      | ملاحظات                             |
| --------------------- | --------- | ----------------------------------- |
| كارل ويلداو           | 1968-1969 | القنصل العام الأول. القنصلية العامة |
| كارل ويلداو           | 1969-1972 | سفير                                |
| غونتر شارفينبيرج      | 1972-1978 | سفير                                |
| إرنست بيتر رابينهورست | 1978-1981 | سفير                                |
| راينر نيومان          | 1981-1986 | سفير                                |
| فرانك سيدل            | 1986-1989 | سفير                                |
| فيرنر سيتيج           | 1989-1990 | سفير                                |

## روابط خارجية
السفارة الألمانية بصنعاء